# Горбуновка (Орловская область)
Горбуно́вка — деревня в Дмитровском районе Орловской области. Административный центр Горбуновского сельского поселения.
Население — 316 человек (2010 год).

## География
Расположена по обоим берегам Дмитровского пруда на реке Общерице. Высота над уровнем моря 209 м. Горбуновка вплотную примыкает к юго-восточной части Дмитровска. К востоку от деревни находится Дмитровское городское кладбище.

## История
Горбуновка упоминается с 1-й половины XVII века среди селений Радогожского стана Комарицкой волости. 
В августе 1646 года крестьяне Горбуновки, как и жители других селений Комарицкой волости, для охраны юго-западных рубежей Русского государства были переведены из дворцовых крестьян в разряд драгунов. В январе 1647 года горбуновские драгуны подняли бунт против приехавших их проверять немцев, находившихся на русской службе.
В 1648 году Горбуновка значится как одна из деревень в приходе храма Димитрия Солунского села Морево. 
По данным 1649 года Горбуновка состояла из 24 дворов и была приписана к Моревскому острогу. Местные жители могли укрываться в этой крепости во время набегов крымских татар, а также должны были поддерживать её в обороноспособном состоянии. 
Согласно крестоприводной книге, 28 апреля 1682 года в городе Севске на верность государям Иоанну V и Петру I Алексеевичам приведён, среди прочих, рядовой из деревни Горбуновки Игнатий Степанов. 
По переписи 1705 года в деревне было 14 дворов, проживало 73 человека (в том числе 18 недорослей, 9 человек на службе). По переписи 1707 года здесь было уже 16 дворов (14 «жилых» и 2 двора мельников), проживало 78 человек (в том числе 20 недорослей и 3 мельника). Эти переписи учитывали только мужское население и домохозяек-вдов или незамужних.
В 1711 году Горбуновка вошла в состав вотчины молдавского князя Дмитрия Кантемира, дарованной ему Петром I. Таким образом, горбуновцы на полтора века оказались в крепостной зависимости. В том же 1711 году Дмитрий Кантемир основал рядом с деревней поселение Дмитровка, с 1782 года — уездный город Дмитровск. В XVIII веке деревней владели дворяне Кантемиры, Трубецкие, Безбородко. По данным 3-й ревизии 1763 года за Кантемирами здесь числилось 170 душ мужского пола, за Трубецкими — 22. В 1770-е годы Горбуновка была частью оброчной вотчины князей С. Д. Кантемира, Д. Ю. и Н. И. Трубецких. Со смертью С. Д. Кантемира в 1780 году принадлежавшая ему бо́льшая часть деревни перешла в собственность государства. В 1797 году Павел I пожаловал бывшие владения Кантемиров графу А. А. Безбородко. По данным 5-й ревизии 1797 года за Безбородко в Горбуновке числилась 131 душа мужского пола, за Трубецкими — 49.
В XIX — начале XX века Горбуновка находилась в приходе Казанского храма города Дмитровска.
По данным 10-й ревизии 1858 года Горбуновка и соседняя деревня Трубичино принадлежали статскому советнику Николаю Петровичу Красовскому. В Горбуновке в то время было 25 дворов, в которых проживало 235 крестьян (118 мужского пола и 117 женского) и 64 дворовых (33 мужского пола и 31 женского) — всего 299 человек. В 1866 году в бывшей владельческой деревне Горбуновке было 28 дворов, проживало 317 человек (153 мужского пола и 164 женского). В 1861—1923 годах деревня входила в состав Соломинской волости Дмитровского уезда. 
В конце XIX — начале XX века в деревне находилось имение помещика Луконцова. В начале XX века из-за роста численности населения и недостатка земли часть жителей деревни выселилась в посёлок Новоивановский в 3,5 км к юго-востоку от Горбуновки.
В 1926 году в деревне было 83 двора, проживало 426 человек (200 мужского пола, 226 женского), действовал красный уголок. В то время Горбуновка входила в состав Горбуновского сельсовета Лубянской волости Дмитровского уезда. В 1937 году в Горбуновке было 76 дворов. Во время Великой Отечественной войны, с октября 1941 года по 12 августа 1943 года, находилась в зоне немецко-фашистской оккупации. В августе 1943 года за Горбуновку вели бои 149-я стрелковая дивизия, 18-й стрелковый корпус и 37-я гвардейская стрелковая дивизия 65-й армии, 16-й стрелковый полк 102-й стрелковой дивизии 70-й армии, 7-я мотострелковая бригада, рота связи воздушно-гвардейского корпуса. По состоянию на 1945 год в деревне действовал колхоз «Автодор». Позже хозяйства Горбуновки были отнесены к колхозу «Память Ленина».
В последние десятилетия советской власти в Горбуновке находился центр совхоза «Дмитровский». В 1990-е годы совхоз был преобразован в Дмитровскую сельскохозяйственную артель, ликвидированную в 2011 году.

## Население
| 1858 | 1866 | 1926 | 1979 | 2002 | 2010 |
| ---- | ---- | ---- | ---- | ---- | ---- |
| 299  | ↗317 | ↗426 | ↘395 | ↘343 | ↘316 |

## Исторические фамилии
Агеевы, Алёшины, Бузуевы, Глазковы, Кабановы, Киселёвы, Ковалёвы, Котовы, Колбаносовы, Кутузовы, Мишины, Петрухины, Помохины, Рубцовы, Шведовы, Широковы, Шумаковы, Шумилины, Юсуповы и другие.

## Персоналии
- Шумаков, Яков Сергеевич (1919—1944) — участник Великой Отечественной войны, Герой Советского Союза (1944). Родился и жил в Горбуновке.

## Памятники истории
Мемориал на братской могиле советских воинов, погибших в годы Великой Отечественной войны. Всего похоронено 499 человек, в том числе перезахоронены из окрестных мест: д. Вертякино, с. Морево, д. Мошки, п. Новоивановский, п. Огничное, п. Радование, п. Седлечко, п. Страшновский, п. Топоричный, д. Трубичино.
Могила ефрейтора Виктора Викторовича Зимина (1976—1995), погибшего в Первой чеченской войне.
Могила старшего сержанта Анатолия Анатольевича Петрова (1976—1995), погибшего в Первой чеченской войне.